# تازوسارتان
تازوسارتان هو إحدى المركبات التابعة لمجموعة ضادات مستقبلات أنجيوتنسين II والتي منع استخدامها إدارة الأغذية والأدوية الأمريكية (FDA) بعد أن فشلت في المرحلة الثالثة من الدراسات السريرية بعد أن أظهرت الدراسات ارتفاع إنزيم مما قد يؤدي إلى تسمم كبدي في عدد من المشاركين الذين استخدموا الدواء.